# Ścięgna (Jawór)
Ścięgna – część wsi Jawór położona w Polsce, w województwie świętokrzyskim, w powiecie jędrzejowskim, w gminie Sobków.
W latach 1975–1998 Ścięgna administracyjnie należały do województwa kieleckiego.